# Ewa Wójciak

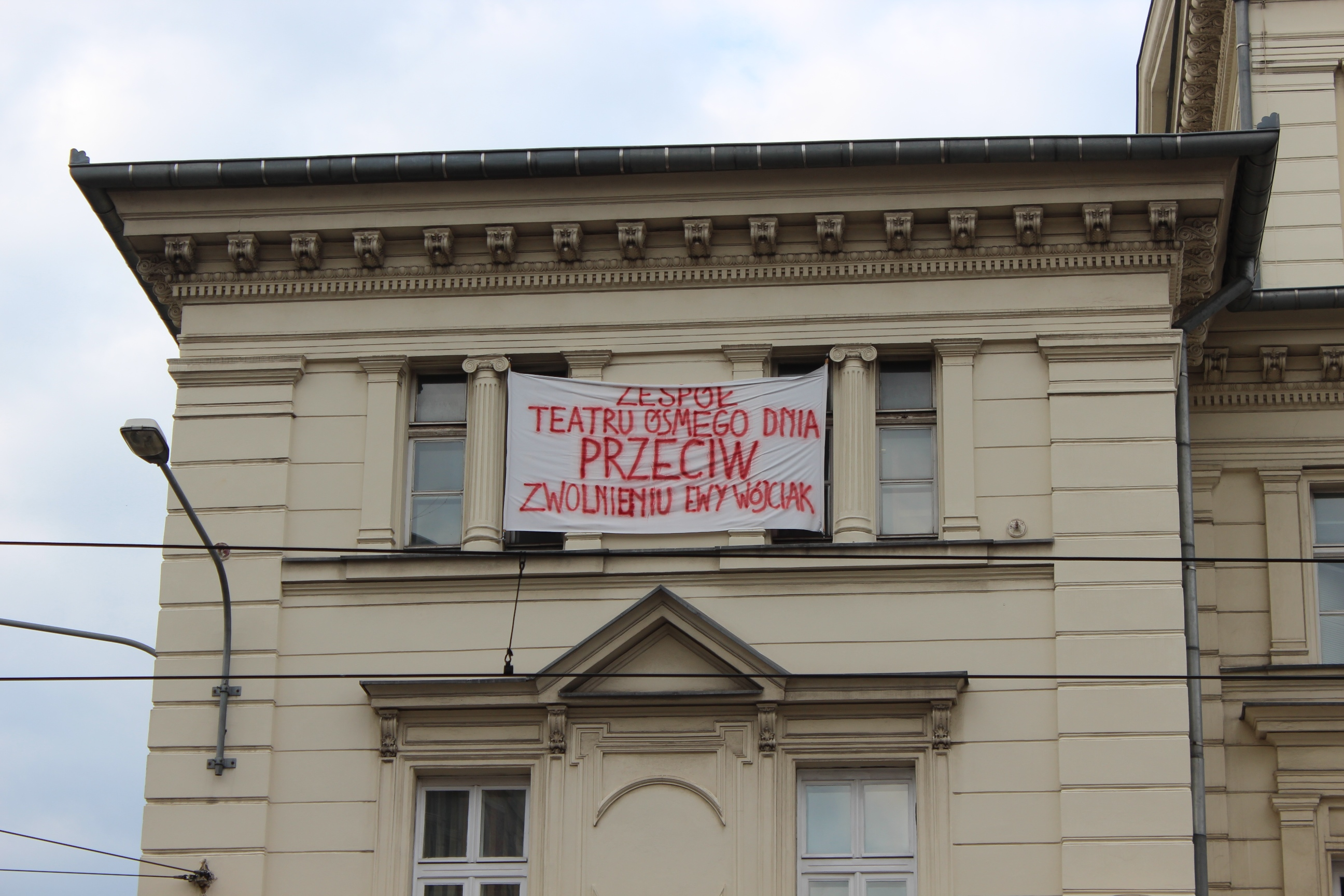
Protest zespołu Teatru Ósmego Dnia po zwolnieniu Ewy Wójciak - transparent na budynku Arkadii w Poznaniu

Ewa Wójciak-Pleyn (ur. 22 sierpnia 1951 w Poznaniu) – polska działaczka opozycyjna w okresie PRL, aktorka i reżyserka teatralna, w latach 2000–2014 dyrektor Teatru Ósmego Dnia w Poznaniu.

## Życiorys
Absolwentka filologii polskiej na Uniwersytecie im. Adama Mickiewicza w Poznaniu. Jest córką Juliusza Wójciaka – funkcjonariusza urzędu bezpieczeństwa oraz późniejszego obrońcy w procesie uczestników Poznańskiego Czerwca 1956. Jak sama przyznaje o przeszłości ojca w aparacie bezpieczeństwa dowiedziała się od dziennikarzy w 2013.
Od lat 70. XX wieku związana z poznańskim Teatrem Ósmego Dnia. W okresie PRL była inwigilowana i podległa podobnie jak inni aktorzy teatru rozpracowaniu operacyjnemu po przyniesieniu do teatru w 1976, przez działacza Komitetu Obrony Robotników, listu protestacyjnego w sprawie wprowadzenia przez władze poprawek do Konstytucji PRL. Jej zachowana do dzisiaj teczka nosi kryptonim Nina. Była kilkakrotnie przesłuchiwana, a także zatrzymana za przewóz bibuły z Poznania do Warszawy. W 1981 podczas odsłonięcia w Poznaniu Pomnika Ofiar Czerwca 1956, recytowała przed 100-tysięcznym tłumem wiersz Zbigniewa Herberta Przesłanie Pana Cogito. W stanie wojennym wstępowała razem z teatrem na nielegalnych spektaklach. Po rozwiązaniu teatru przez władze komunistyczne w 1985 nie otrzymała paszportu.
W 2000 została dyrektorem Teatru Ósmego Dnia. Była także autorką tekstów i manifestów programowych teatru. Doprowadziła między innymi do wystawienia spektaklu Teczki (2007), poruszającego problematykę inwigilacji w PRL. Bohaterka filmu dokumentalnego w reżyserii Marcina Więcława z cyklu Byłem Figurantem SB (odc. Ewa Wójciak).
W 2014 w wyborach do Parlamentu Europejskiego kandydowała w okręgu wyborczym nr 6 z pierwszego miejsca listy ugrupowania Europa Plus z poparciem Twojego Ruchu, otrzymała 3642 głosy.
28 lipca 2014 prezydent Poznania Ryszard Grobelny odwołał Ewę Wójciak z funkcji dyrektora Teatru Ósmego Dnia.
W 2019 została kandydatką do Parlamentu Europejskiego z wielkopolskiej listy partii Wiosna.

## Kontrowersje
W 2013 po wyborze kardynała Jorge Mario Bergoglio na papieża, Ewa Wójciak na swoim profilu na portalu społecznościowym Facebook napisała:

No i wybrali chuja, który donosił wojskowym na lewicujących księży.

Wypowiedź ta wywołała falę protestów włącznie z krytyką ze strony prezydenta Poznania Ryszarda Grobelnego i apelem części radnych o odwołanie jej ze stanowiska dyrektora teatru. W obronie aktorki powstał list otwarty podpisany przez 200 sygnatariuszy – artystów, naukowców i dziennikarzy. Wśród nich znaleźli się m.in. Ryszard Krynicki, Jacek Kleyff, Krystyna Kofta oraz Zbigniew Brzoza. W lipcu 2014 prokuratura umorzyła sprawę, ponieważ w jej wpisie nie dopatrzono się przestępstwa.

## Filmografia
- 1977–1978: Układ krążenia (serial fabularny) - obsada aktorska w odc. 1 i 2
- 1987: O tym jak zabroniono grać na trąbkach (etiuda szkolna) - obsada aktorska
- 2008: Byłem figurantem SB (film dokumentalny) - bohater filmu
- 2008: Podróżowanie w czasie (film dokumentalny) - lektor

## Spektakle Teatru Telewizji
- 1993: Ziemia niczyja – obsada aktorska
- 2008: Teczki Teatru Ósmego Dnia – obsada aktorska, scenariusz